# Катастрофа Як-40 в Зее
Катастрофа Як-40 в Зее — авиационная катастрофа, произошедшая субботним вечером 29 августа 1981 года в аэропорту Зеи. Авиалайнер Як-40 Благовещенского ОАО предприятия «Аэрофлот» выполнял регулярный внутренний рейс SU-674 по маршруту Иркутск — Чита — Зея — Благовещенск, но при заходе на посадку в Зейском аэропорту в сложных погодных условиях столкнулся с деревьями, после чего рухнул на землю у ВПП аэропорта Зея и разрушился. Из находившихся на его борту 34 человек — 29 пассажиров и 5 членов экипажа, погибли трое, выжил 31.
Согласно результатам расследования, причинами катастрофы явились нарушение экипажем минимума погоды и преждевременное снижение с целью установления визуального контакта с земными ориентирами при заходе на посадку при неудовлетворительном управлении воздушным движением и метеообеспечении полёта в аэропорту Зея. Комиссия также отметила, что метеорологические наблюдения на БПРМ с магнитным курсом посадки 25° не были организованы. Они велись с площадки, расположенной у КДП (1200 метров от торца ВПП), откуда район БПРМ визуально не просматривался и образование тумана в этом районе с довольно сложными географическими условиями метеонаблюдателем не могло быть обнаружено.

## Самолёт
Як-40 с бортовым номером 87346 (заводской — 9511539, серийный — 39-15) был выпущен Саратовским авиационным заводом в 1975 году и передан Министерству гражданской авиации, которое к 13 апреля направило его в Благовещенский авиаотряд Дальневосточного управления гражданской авиации.

## Катастрофа
29 августа 1981 года, вечером в 18:20 по местному времени (12:20 МСК) рейс 674 с 29 пассажирами и 5 членами экипажа взлетел с ВПП Читинского аэропорта Кадала, а рейс выполнял Як-40 борт СССР-87346, летящий из Иркутска в Благовещенск с промежуточными остановками в Чите и Зее. Набрав высоту, лайнер занял эшелон полэта 7800 метров. Пилотировал его экипаж, командиром (КВС) которого был В. С. Тюленев. При этом в состав экипажа входил и проверяющий пилот-инспектор Благовещенского авиаотряда, который проводил контрольно-проверочный полёт в рейсовых условиях, чтобы допустить КВС-стажёра к выполнению самостоятельных полётов по данной. Всего на его борту находились 34 человек: 29 пассажиров и 5 членов экипажа.
В 19:42 экипаж находился в зоне Магдагачинского районного центра, когда связался с диспетчером местных воздушных линий аэропорта Зея и запросил, как с погодой в запасном аэродроме Завитая, на что диспетчер сообщил: «Завитая технически годен, погода хорошая, у нас сию [видимость] два [километра] и может быть меньше, что-что тянет с реки непонятный туман». В ответ пилот-инспектор ему передал: «Меньше не должно быть чем двести на две тысячи» (вертикальная видимость — 200 метров, горизонтальная — 2000 метров; метеорологический минимум для аэропорта), чем несколько сбил с толку диспетчера. В 20:05 в процессе подготовки к началу снижения экипаж вновь связался с диспетчером аэропорта и запросил погоду. В ответ диспетчер передал информацию, которую хотел было передать синоптик-наблюдатель: «облачность 120 м, видимость менее 2 километров», после чего посоветовал вновь выйти на связь через пять минут. Данные погодные условия были ниже метеорологического минимума, однако тут экипаж проявил самонадеянность и, вместо серьёзной оценки метеоусловий на аэродроме Зея стал убеждать диспетчера, что после снижения до высоты принятия решения (ВПР), в случае необходимости ухода на запасной аэродром, имеющийся запас топлива вполне позволяет это сделать. Далее экипаж рейса 674 в нарушение инструкций сказал диспетчеру, что они намерены снизиться до ВПР, на что диспетчер сказал, что видимость в аэропорту менее 2000 метров, так как не наблюдается ориентир видимости, расположенный в 2 километрах от диспетчерской, в связи с чем советует не выполнять снижение.
Так как диспетчер не имел сведений об официальной погоде за 20:05, потому что наблюдатель АМСГ данного аэропорта его не производил, но при этом видел, что видимость снижается ниже минимума, то он потребовал от наблюдателя выполнить внеочередное наблюдение за видимостью и высоте облачности. Также диспетчер не стал требовать от экипажа рейса 674, чтобы те прекратили снижение и уходили на запасной аэродром.
В 20:08 диспетчеру позвонил наблюдатель и сообщил: «облачность [высотой] 260 метров, видимость 2 километра». Не став требовать документального оформления этих погодных данных на соответствующем бланке, диспетчер передал их на борт рейса 674. Эти погодные условия соответствовали метеорологическому минимуму, что, согласно им, позволяло выполнить посадку в Зее, поэтому экипаж, всё ещё находясь в зоне Магдагачинского районного центра, начал снижаться с эшелона 7800 метров до 3000 метров, после чего в 20:18 вошёл в зону Зейского аэропорта. Диспетчер аэропорта разрешил экипажу борта 87346 снижаться до эшелона перехода (1800 метров), указал давление аэродрома (720 мм рт. ст.) и разрешил выходить на высоте 1200 метров на схему захода на посадку по магнитному курсу 25° (с юга). В 20:23 с рейса 674 доложили о пролёте ДПРМ на высоте 1200 метров относительно уровня аэродрома, в ответ на что диспетчер разрешил продолжать выполнять схему.
В это же время с диспетчером вышел на связь экипаж рейса 675, который выполнялся самолётом Як-40 борт СССР-87647, а расчётное время посадки в Зеи составляло 20:48. Экипаж рейса 675 запросил погоду в аэропорту, но у диспетчера не было оформленной по документам погоды 20:08, поэтому он был вынужден передать официальную погоду за 19:50, а также только что полученную от наблюдателя (в 20:20) — облачность 10 баллов (сплошная) слоисто-дождевая, высотой 240 метров, дождь, видимость 2000 метров, тихо. Эту сводку о погоде мог прослушать и экипаж рейса 674 (борт СССР-87346), который при этом не стал запрашивать данные о погоде, а диспетчер в свою очередь не передавал им фактические значения видимости и высоты облаков. Высота принятия решения (ВПР) была установлена на 200 метров и самолёт вышел из облаков до её достижения. Поначалу рейс 674 выполнял заход без отклонений, а экипаж мог видеть огни ВПП, поэтому при достижении ВПР на запрос бортмеханика («Решение?») проверяющий скомандовал: «Садимся» и взял пилотирование на себя. Был закат, а на южной части аэропорта в это время стояла низкая облачность, которая в отдельных местах даже достигала земли, шла морось и дул слабый северо-западный ветер. На подходе к БПРМ авиалайнер влетел в облака, но экипаж не стал переходить на полёт по приборам и, вопреки здравому смыслу, не видя земли, продолжал снижаться, даже когда сработал сигнал «Опасная высота».
В 20:31 (14:31 МСК) летящий в сумерках и в облаках Як-40 врезался в деревья, после чего, потеряв скорость, упал на землю в 350 метрах от торца ВПП и в 125 метрах правее её оси, а затем загорелся. В результате происшествия погибли пилот-инспектор, КВС-стажёр и один из пассажиров, ещё 26 человек (3 члена экипажа и 23 пассажира) были ранены.

## Расследование
Выводы: непосредственное влияние на развитие аварийной ситуации оказали нарушения требований НМО ГА-73 и НПП ГА-78 работниками АМСГ (своевременно не произведены наблюдения за погодой и не составлен часовой прогноз погоды по аэропорту Зея за 14:05 и диспетчером КДП (не потребовал предоставления официальных данных о погоде за 14:05 и не передавал экипажу данных о фактической погоде при входе ВС в район аэродрома). Метеоусловия в зоне захода на посадку не соответствовали погоде, переданной экипажу в процессе снижения с эшелона полета. Фактически в зоне захода на посадку была низкая разорвано-дождевая облачность, переходящая в туман. При снижении с ВПР самолёт попал в условия, ухудшающие видимость ниже установленного минимума погоды. В нарушение требований НПП ГА-78 экипаж не прекратил снижение и не ушёл на второй круг, а продолжал снижение с целью установления контакта с земными ориентирами до столкновения с препятствиями.— 

Заключение: Причиной катастрофы явилось нарушение экипажем минимума погоды и преждевременное снижение с целью установления визуального контакта с земными ориентирами при заходе на посадку при неудовлетворительном управлении воздушным движением и метеообеспечении полета в аэропорту Зея. Комиссия также отметила, что метеорологические наблюдения на БПРМ с Магнитный курс посадки 25° не были организованы. Они велись с площадки, расположенной у КДП (1200 метров от торца ВПП), откуда район БПРМ визуально не просматривался и образование тумана в этом районе с довольно сложными географическими условиями метеонаблюдателем не могло быть обнаружено.— 